# Moja Republika
Moja Republika (serbisk kyrilliska: Моја Република) är Serbiska republikens nationalsång. Serbiska republiken är en av två entiteter som utgör Bosnien och Hercegovina.
Moja Republika antogs den 16 juli 2008 och är skriven av Mladen Matović. Den ersatte den tidigare nationalsången Bože pravde (vilken även är Serbiens nationalsång) eftersom den ansågs vara okonstitutionell, då den enbart representerade landets serber.

## Text
| Serbiska Тамо гдје најљепша се зора буди Часни и поносни живе добри људи Тамо гдје се рађа нашег сунца сјај Горд и пркосан је мој завичај За њега сви се сад помолимо Другу земљу ми немамо У срцу мом само је један дом У срцу велика, моја република У срцу мом најљепша звијезда сја Моја република, Република Српска Тамо гдје су наши преци давни Име уписали у сваки корак славни Тамо гдје се рађа нашег сунца сјај Горд и пркосан је мој завичај За њега сви се сад помолимо Другу земљу ми немамо У срцу мом само је један дом У срцу велика, моја република У срцу мом најљепша звијезда сја Моја република, Република Српска | Kroatiska/Bosniska Tamo gdje najljepša se zora budi Časni i ponosni žive dobri ljudi Tamo gdje se rađa našeg sunca sjaj Gord i prkosan je moj zavičaj Za njega svi se sad pomolimo Drugu zemlju mi nemamo U srcu mom samo je jedan dom U srcu velika, moja republika U srcu mom najljepša zvijezda sja Moja republika, Republika Srpska Tamo gdje su naši preci davni Ime upisali u svaki korak slavni Tamo gdje se rađa našeg sunca sjaj Gord i prkosan je moj zavičaj Za njega svi se sad pomolimo Drugu zemlju mi nemamo U srcu mom samo je jedan dom U srcu velika, moja republika U srcu mom najljepša zvijezda sja Moja republika, Republika Srpska |